# Krivița, Razgrad
Krivița (în bulgară Кривица) este un sat în comuna Samuil, regiunea Razgrad,  Bulgaria. 

## Demografie
Componența etnică a satului Krivița
     Bulgari (2,83%)
     Turci (94,81%)
     Nicio identificare (2,35%)
     Altele (0%)
La recensământul din 2011, populația satului Krivița era de 212 locuitori. Din punct de vedere etnic, majoritatea locuitorilor (94,81%) erau turci, cu o minoritate de bulgari (2,83%). Pentru 2,35% din locuitori nu este cunoscută apartenența etnică.